# Словиначки језик
Словиначки језик, који је спадао у исту групу са кашупским и старим поморанским језиком, а сви заједно се убрајају међу лехитске језике. Посебност словиначког језика први је признао немачки слависта Фридрих Лоренц. Услед интензивне германизације током старије и новије историје, словиначки језик је потискиван и сузбијан, тако да није успео да се развије у књижевном смислу, а коначно је као говорни језик нестао у раном 20. веку. Само у једном селу, успела се очивати употреба неких изворних речи и израза.